# Xã Kenneth, Quận Sheridan, Kansas
Xã Kenneth (tiếng Anh: Kenneth Township) là một xã thuộc quận Sheridan, tiểu bang Kansas, Hoa Kỳ. Năm 2010, dân số của xã này là 1.350 người.